# 길명사
길명사는 대한민국 경기도 포천시 일동면 길명리에 있는 사당으로, 조선전기 4대 문장가 중 하나인 양사언을 배향하였다.
2006년 4월 5일 포천시의 향토유적 제45호로 지정되었다.

## 같이 보기
- 양사언